# Viktor Kortsjnoj
Viktor Lvovitsj Kortsjnoj (Russisch: Виктор Львович Корчной) (Leningrad, 23 maart 1931 – Wohlen, 6 juni 2016), ook: Viktor Korchnoi, was een schaker van Russische afkomst.  Hij was de belangrijkste rivaal van wereldkampioen Anatoli Karpov, tegen wie hij in 1974, 1978 en 1981 om het Wereldkampioenschap schaken speelde. Hij vroeg en kreeg in 1976 politiek asiel in Nederland, maar woonde vanaf 1978 als asielzoeker en vanaf 1992 als staatsburger in Zwitserland, waar hij ook stierf. Hij was vier keer kampioen van de Sovjet-Unie, te weten in 1960, 1962, 1964 en 1966. Tevens was hij een keer kampioen van Nederland (1977) en vijf keer van Zwitserland (1982, 1984, 1985, 2009 en 2011).

## Jeugd in Leningrad
Kortsjnoj leerde op zesjarige leeftijd schaken. Hij maakte het beleg van Leningrad mee. Naar eigen zeggen overleefde hij, doordat zoveel familieleden stierven en hun bonkaarten nalieten. In 1947 werd hij jeugdkampioen van de Sovjet-Unie. In 1951 werd hij schaakmeester van de Sovjet-Unie, destijds de jongste ooit. In jaren vijftig begon hij geleidelijk tot de Sovjet- en dus de wereldtop te behoren. In 1954 werd hij meester, in 1956 grootmeester en in 1960 voor het eerst kampioen van de Sovjet-Unie.

## Toernooispeler

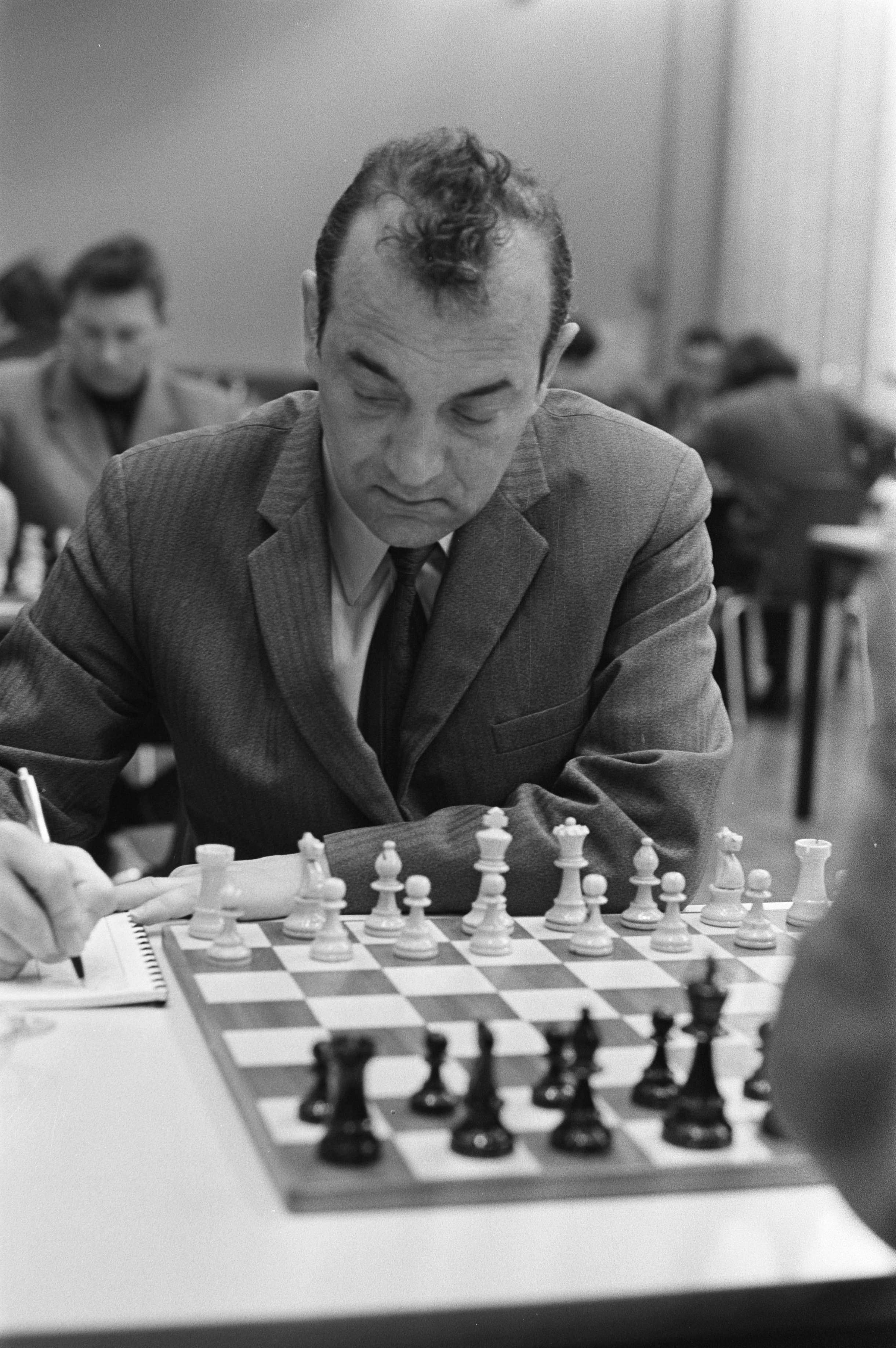
Kortsjnoj in het IBM International Chess Tournament te Amsterdam in 1972, waarna hij politiek asiel aanvroeg

Op zestienjarige leeftijd werd hij jeugdkampioen van de USSR en op zijn twintigste kreeg hij de titel van Russisch meester, toen de jongste speler die deze eer te beurt was gevallen. In 1956 werd hij grootmeester en nam voor het eerst deel aan het nationaal kampioenschap. In 1960 werd hij voor de eerste keer nationaal kampioen, in Leningrad, met een score van 14/19. In 1961 mengde hij zich voor het eerst in de strijd om het wereldkampioenschap schaken door zich in het Interzonetoernooi van Stockholm te plaatsen voor het kandidatentoernooi van Curaçao in 1962, waar hij verder geen rol van betekenis speelde. In datzelfde jaar won hij wel weer het Sovjet-kampioenschap, een prestatie die hij in 1964 herhaalde. In de jaren zestig won hij verschillende grote toernooien en in 1967 kwam hij weer in beeld voor het wereldkampioenschap door hoog te eindigen in het Interzonetoernooi van Sousse. In de daarop volgende kandidatenmatches in 1968 versloeg hij Samuel Reshevsky (5½-2½) en Michail Tal (5½-4½), maar verloor de finale van Boris Spasski (3½-6½).
Eind jaren zestig, begin jaren zeventig was Kortsjnoj een van de meest succesvolle toernooispelers. Hij won onder andere het Hoogovenstoernooi in 1968 en 1971 en werd in 1970 voor de vierde keer kampioen van de Sovjet-Unie. In de WK-cyclus van 1971 versloeg hij Jefim Geller met 5½-2½, maar verloor van Tigran Petrosjan met 4½-5½.
Hij speelde zes keer in de ploeg van de Sovjet-Unie in de schaakolympiade: in 1960, 1966, 1968, 1970, 1972 en 1974.

## Kandidatenmatch tegen Karpov
In de volgende cyclus van kandidatenmatches, die in 1974 plaatsvond, versloeg hij Henrique Mecking met 7½-5½ en Petrosjan met 3½-1½. Petrosjan trok zich terug. In de finale moest Kortsjnoj aantreden tegen Karpov. Het werd een zwaar bevochten match die Kortsjnoj uiteindelijk met 11½-12½ net aan verloor. Achteraf bleek deze match om het wereldkampioenschap te zijn gegaan, want regerend kampioen Bobby Fischer weigerde zijn titel te verdedigen, waardoor Karpov wereldkampioen werd.

## Politiek asiel

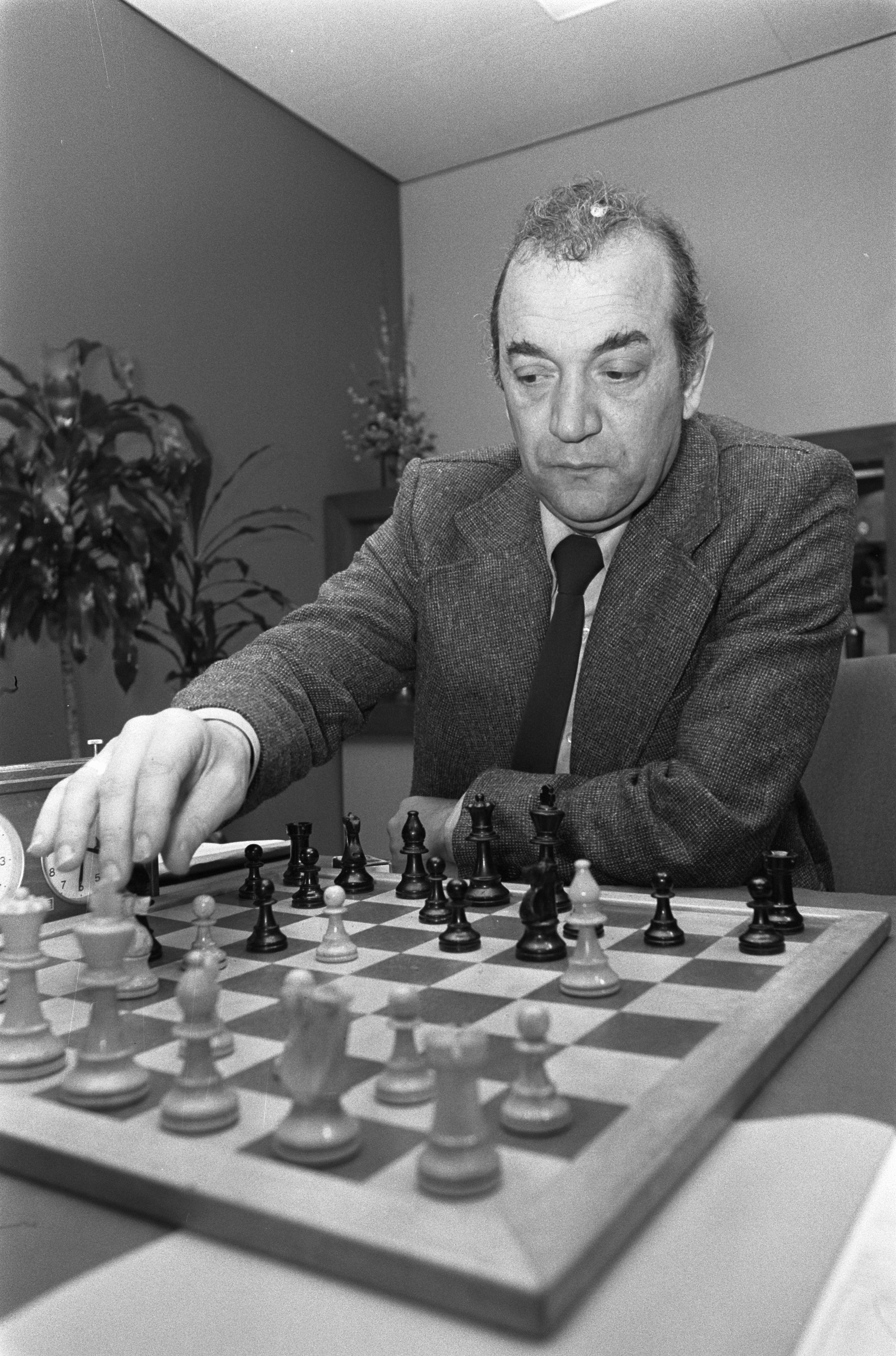
Kortsjnoj in 1976 tegen Jan Timman

Kortsjnoj verliet in 1976 de Sovjet-Unie. Hij vroeg na het met Anthony Miles ex aequo winnen van het IBM International Chess Tournament in Amsterdam politiek asiel aan en won in 1977 het Nederlands kampioenschap schaken. Hij vertrok naar Zwitserland en werd daar vijf keer kampioen. Over de gebeurtenissen voorafgaand aan de vlucht en over zijn haat jegens de Sovjets schreef Kortsjnoj in 1977 Chess Is My Life.

## Match tegen Karpov in Baguio 1978
In de WK-cyclus die volgde op zijn vlucht moest hij louter uitkomen tegen ex-landgenoten. Hij versloeg in 1977 achtereenvolgens Petrosjan (6½-5½), Lev Poloegajevski (8½-4½) en Boris Spasski (10½-7½).
Kortsjnoj speelde het Wereldkampioenschap schaken 1978 te Baguio, Filipijnen tegen zijn aartsrivaal Karpov. In een sfeer van Koude Oorlog speelde het wantrouwen tussen de Sovjet-Unie en haar dissidente burger hoog op. Zo eiste Kortsjnoj dat Karpov tijdens de partij geen vruchtenyoghurt zou eten, want zijn secondanten zouden hem met de kleur van de vruchtjes signalen geven. Vanuit het publiek staarde de Sovjet-Russische psycholoog Dr. Zoechar Kortsjnoj indringend aan om zijn concentratie te storen. Kortsjnoj liet daarop leden van de Ananda Marga-sekte in het publiek plaatsnemen. In een spannende match verloor hij nipt met 16,5 - 15,5.

## Boycot en match tegen Karpov in Merano 1981

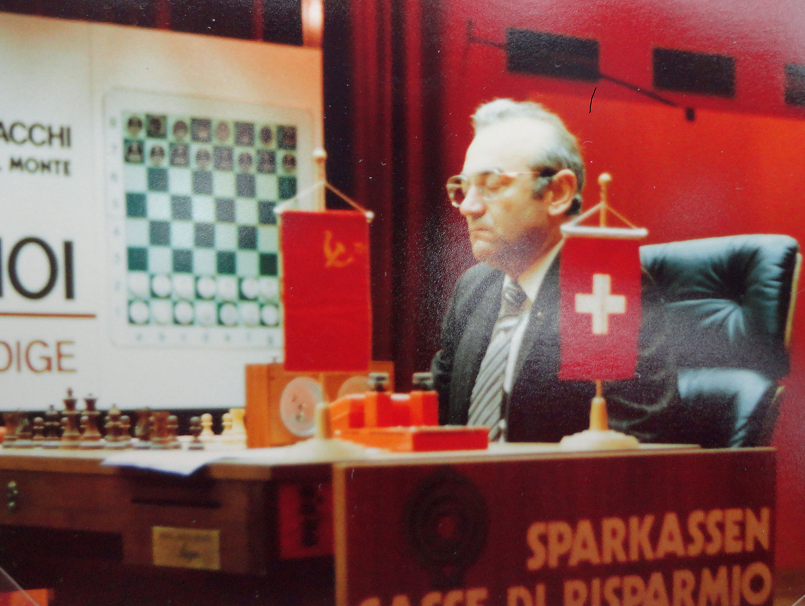
Kortsjnoj speelt in 1981 in Merano tegen Karpov om de wereldtitel

Na de match boycotte de Schaakbond van de Sovjet-Unie toernooien waar Kortsjnoj aan deelnam. Dit had tot gevolg dat hij een aantal jaren voor de grote toernooien bijna geen uitnodigingen kreeg. Aan de cyclus voor het wereldkampioenschap kon men hem niet weren. In 1981 versloeg hij wederom Petrosjan (5½-3½) en Poloegajevski (7½-6½), waarna hij in de finale tegen Robert Hübner moest uitkomen. Hübner brak de match af bij een 4½-3½ achterstand en zodoende mocht Kortsjnoj wederom tegen Karpov aantreden om het Wereldkampioenschap schaken. Bij deze tweede kans, in 1981 te Merano, verloor hij met 7-11.

## Match tegen Kasparov
In het volgende kandidatentoernooi won Kortsjnoj in 1983 van Lajos Portisch met 6-3. Hij moest dan tegen Garri Kasparov spelen en de FIDE had de match toegewezen aan Passadena in de Verenigde Staten, maar de Schaakbond van de Sovjet-Unie weigerde om Kasparov daarheen te laten reizen. Kasparov kwam dan ook niet opdagen en Kortsjnoj werd tot winnaar uitgeroepen. De Schaakbond van de Sovjet-Unie onderhandelde een akkoord met Kortsjnoj: Kortsjnoj speelde alsnog de match, maar te Londen en in ruil hief de Schaakbond van de Sovjet-Unie de boycot op en kreeg Kortsjnoj een som geld. Kortsjnoj won de eerste partij, maar zakte later in en verloor met 4-7.

## Latere carrière

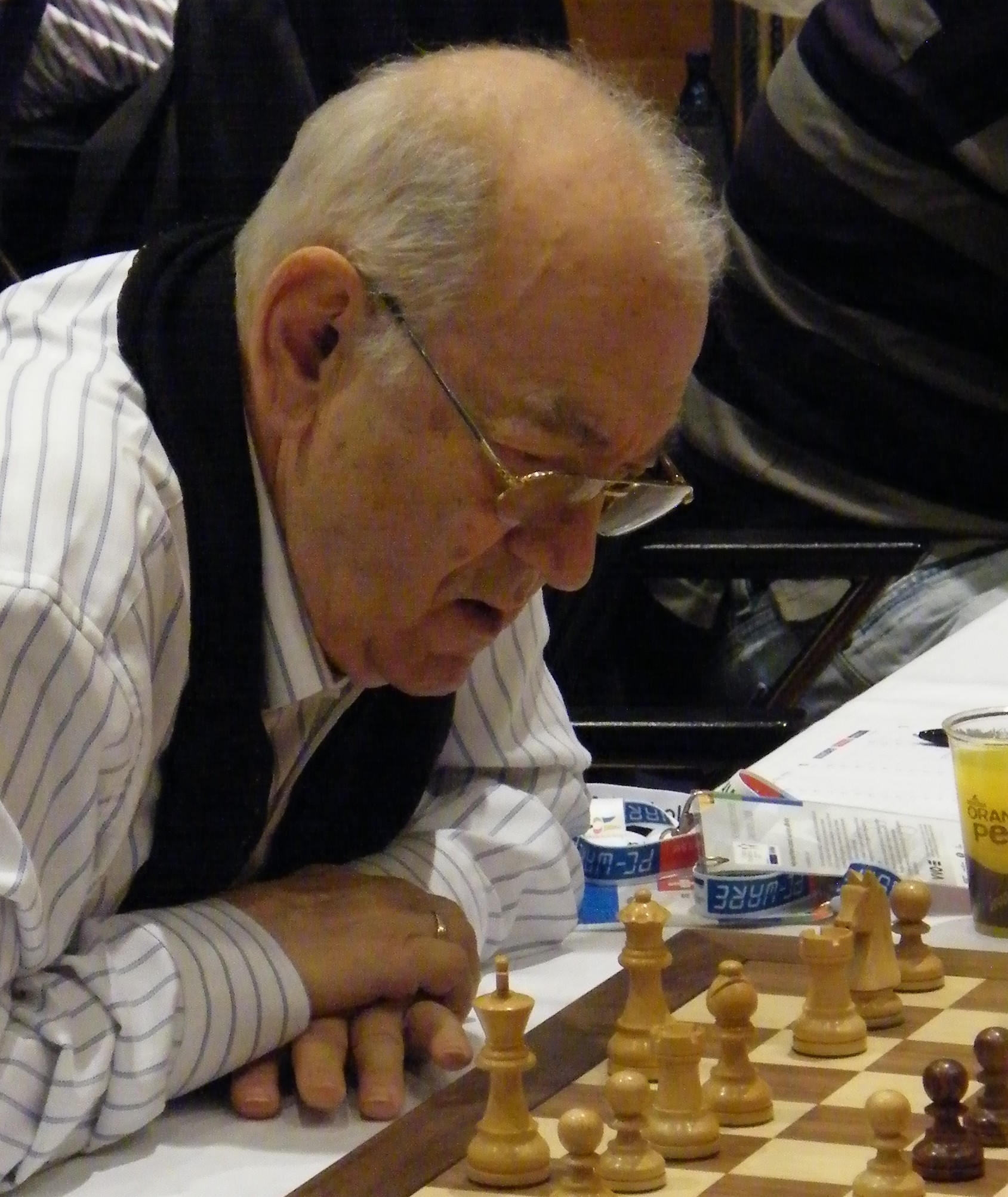
Kortsjnoj tijdens de 38e Schaakolympiade te Dresden in 2008

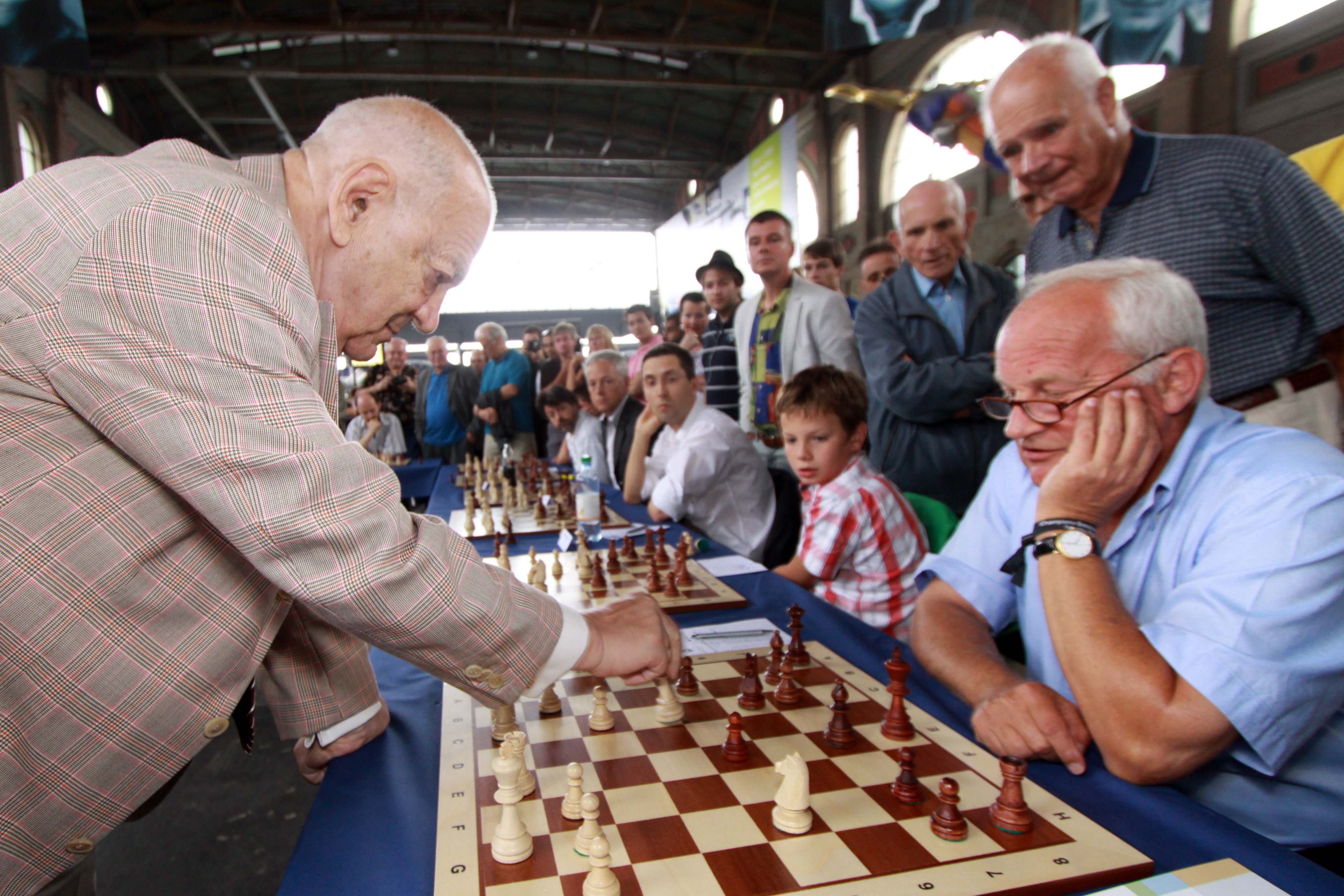
Tijdens een simultaan te Zürich, 2009

In 1990 gaf Michail Gorbatsjov Kortsjnoj de Sovjet-Russische nationaliteit terug, uit erkentelijkheid voor zijn bijdrage tot de ontwikkeling van het schaken in de Sovjet-Unie. Hij mocht opnieuw naar de Sovjet-Unie reizen. Zo kon hij in 1994 deelnemen aan de Schaakolympiade te Moskou.
In de jaren 1980 en 1990 bleef Kortsjnoj een actief en succesvol toernooispeler. Zo won hij in 1990 het prestigieuze VSB-toernooi in Amsterdam. Maar ook in het eerste decennium van de 21ste eeuw stond hij nog steeds geregeld in de top-100 van de FIDE-ratinglijst. De bejaarde Kortsjnoj dwong respect af door zijn onvermoeibare schaaklust. Hij speelde nog toernooischaak, snelschaak en competitie. Voor schaakclub En Passant uit Bunschoten speelde hij in het seizoen 2009/2010. In januari 2009 verleende de Emanuel Lasker Gesellschaft in Berlijn het erelidmaatschap aan Viktor Kortsjnoj en zijn echtgenote Petra. In de zomer van 2009 won hij het kampioenschap van Zwitserland.
In 2011 won hij in de tweede ronde van de Gibraltar Masters nog een partij van Fabiano Caruana, die toen al een wereldtopper was.
Tijdens de 36e Schaakolympiade in 2004 te Calvià verloor Kortsjnoj een partij tegen Aleksandr Morozevitsj in 13 zetten: Morozevich-Korchnoi, Calvià 2004.

## Kortsjnojvariant
De Kortsjnojvariant voor zwart in het gesloten Siciliaans is van hem afkomstig. Ze ontstaat na de zetten 1 e4 c5 2 Pc3 e6 3 g3 d5.

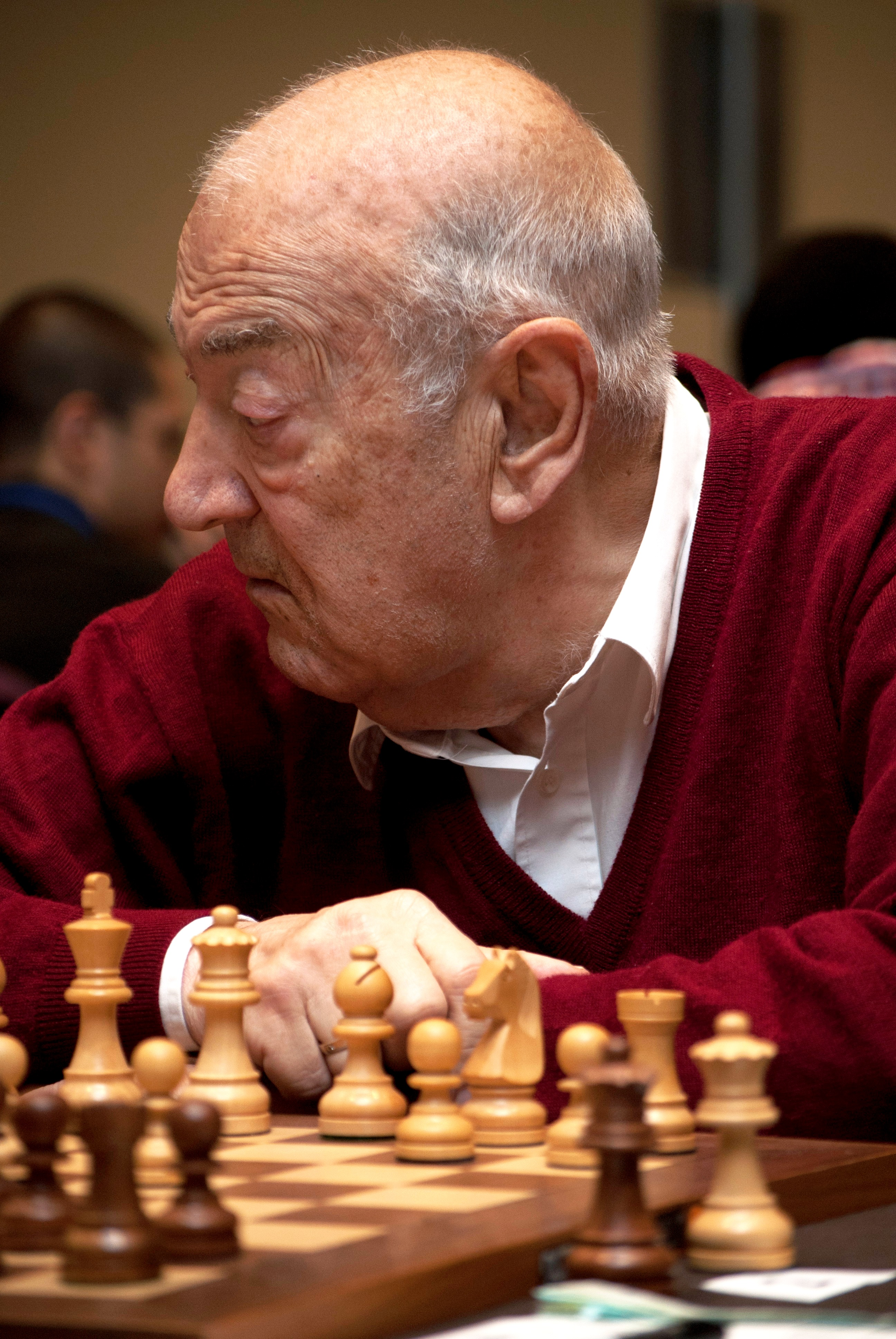
Kortsjnoj tijdens het Europees Schaakkampioenschap voor landenteams in 2011

| 8 | rd                                    | nd | bd | qd | kd | bd | nd | rd |
| 7 | pd                                    | pd |    |    |    | pd | pd | pd |
| 6 |                                       |    |    |    | pd |    |    |    |
| 5 |                                       |    | pd | pd |    |    |    |    |
| 4 |                                       |    |    |    | pl |    |    |    |
| 3 |                                       |    | nl |    |    |    | pl |    |
| 2 | pl                                    | pl | pl | pl |    | pl |    | pl |
| 1 | rl                                    |    | bl | ql | kl | bl | nl | rl |
|   | a                                     | b  | c  | d  | e  | f  | g  | h  |
|   | De Kortsjnojvariant in het Siciliaans |    |    |    |    |    |    |    |

## Verwijzingen
- (en)   Informatie over schaakpartijen van Viktor Kortsjnoj op ChessGames.com
- (en)   Informatie over schaakpartijen van Viktor Kortsjnoj op 365chess.com
- (en)  FIDE-ratinggegevens voor Viktor Kortsjnoj